# Dobieszków
Dobieszków – wieś w Polsce, w województwie łódzkim, w powiecie zgierskim, w gminie Stryków.

## Geografia
Wieś leży w południowej części gminy Stryków, bezpośrednio przylega do granicy z Łodzią. Znajduje się również na skraju utworzonego w 1990 rezerwatu przyrody Struga Dobieszkowska. 
Miejscowość składa się z trzech części: starszej (w której mieści się kompleks podworski i fabryczka), położonej w dolinie rzeki i dwóch nowszych kolonii, usytuowanych na stokach i wyniesieniach. 
Dobieszków sąsiaduje ze znajdującą się w powiecie łódzkim wschodnim wsią o tej samej nazwie: Dobieszków. 

## Historia
Pierwsze wzmianki o wsi Dobieszków pochodzą z XVI w. Była ona wówczas własnością Rafała Śladowskiego ze Śladowa koło Gieczna i należała do parafii w Dobrej. W ostatniej dekadzie XVIII w. właścicielem Dobieszkowa został Adam Lenczewski, a ok. 1820 wieś przeszła na własność jego córki, Emilii Wiewiórowskiej i pozostała w jej rękach 1851. Wówczas, na mocy wyroku, zadłużony majątek został kupiony przez Kazimierza i Anielę Pruskich. W 1869 zlicytowano go, a nowym właścicielem został Jan Mieczkowski. W 1879 wybudował osadę fabryczną „Mieczków”, w której produkowano krochmal i mączkę ziemniaczaną. Niedaleko znajdował się młyn wodny i cegielnia. W latach późniejszych w niewielkiej fabryce produkowano także cukierki, a następnie przekształcono ją w zakład włókienniczy. Pod koniec 1860, uruchomiono drogę Łódź–Rokiciny i Łódź–Brzeziny–Rogów, co miało wpływ na rozwój osady.
Dobra Dobieszkowskie od 1890 często zmieniały właścicieli. W 1890 r. kupił je łódzki przedsiębiorca przemysłowy, Juliusz Heinzel i dołączył na 12 lat do swego 35 ogromnego kompleksu łagiewnickiego. W 1902 dobra dobieszkowskie wraz z folwarkiem Imielnik trafiły w ręce Jana Kączkowskiego, który przeprowadził parcelację i stworzył przysiółki.
Działający we wsi zakład produkcyjny w 1922 przejęty został na sześć lat przez należący do rodziny Eitingtonów – stworzono wówczas „Spółkę Akcyjną Farbiarnia i Wykańczalnia Dobieszków”, a jej prezesem został Borys Eitingon. Uboczne położenie osady uniemożliwiło jednak rozwój fabryki. 
Dobieszków pozostał w posiadaniu syna Jana Kączkowskiego, Jana Michała do 1940, kiedy zarekwirował go Komisariat Rzeszy do spraw Umacniania Niemczyzny.
Po zakończeniu II wojny światowej, w 1945 zarówno majątek, jak i fabryka, zostały znacjonalizowane. Wybudowany w drugiej połowie XIX w. dwór stał się siedzibą szkoły i pełnił tę funkcję do 1975. Przejęty przez Ochotnicze Hufce Pracy teren przekształcono w ośrodek konferencyjno-wypoczynkowy. Przeprowadzone wówczas prace remontowo-budowlane zasadniczo zmieniły bryłę budynku dworu, przez co stracił on swoje walory. Obiekt został nadbudowany, otrzymał nowe podziały wewnętrzne oraz stolarkę. Obecnie mieści się w nim restauracja i sale konferencyjne. W bezpośrednim otoczeniu dworu powstał hotel, urządzono podjazdy i parkingi, teren został ogrodzony.

### Bitwa pod Dobieszkowem
25 września 1863, podczas powstania styczniowego, w okolicach miejscowości stoczono bitwę, która swoim obszarem objęła również potyczki w okolicach Strykowa i Skoszewów. W walce brały udział oddziały armii carskiej oraz oddział powstańczy pod dowództwem płk. Michała Zielińskiego i mjr. Władysława Orłowskiego. 23 września 2023 odsłonięto tablicę upamiętniającą te wydarzenia. 

## Transport
Miejscowość włączona jest do sieci komunikacji autobusowej MPK Łódź. Dojeżdza do niej autobus linii 60B.

## Edukacja
We wsi przy ul. Wspólnej 42 znajduje się Centrum Kształcenia i Wychowania OHP w Dobieszkowie należące do Ochotniczych Hufców Pracy. Pod adresem Dobieszków 68 od 2018 działa również Niepubliczna Szkoła Podstawowa Specjalna Z Oddziałami Przysposabiającymi Do Pracy w Dobieszkowie.

## Sport
Pod adresem Dobieszków 63a znajduje się Stadion KS BIDY im. Zenona Pócińkowskiego. Trenuje na nim lokalny Ludowy Klub Sportowy „Struga Dobieszków”, a także MKS "Zjednoczeni" Stryków.